# George Mulock
George F.A. Mulock, DSO, RN, FRGS (7 de Fevereiro de 1882 – 26 de Dezembro de 1963) foi um oficial da Marinha Real Britânica, cartografo e explorador polar que participou na Expedição Discovery à Antárctida (1901-04). Após efectuar os relatórios, diários e mapas da expedição, Mulock regressou a tempo inteiro ao serviço militar, participando na Campanha de Galípoli; posteriormente, foi o oficial de marinha de patente mais elevada a ser capturado em Singapura em 1942.